# Cuculliinae
Sous-famille
Les Cuculliinae sont une sous-famille de lépidoptères nocturnes de la famille des Noctuidae.

## Liste des genres(à revoir)
- Calliergis
- Calophasia
- Cleonymia
- Cucullia Schrank, 1802
- Epimecia
- Episema
- Lamprosticta
- Lithomoia
- Neogalea
- Polymixis
- Shargacucullia G. Ronkay & L. Ronkay, 1992
- Sympistis
- Trigonophora
- Valeria
- Xylena
- Xylocampa

## Seuls deux genres sont retenus parCatalogue of Life(22 février 2023)[1]
- Cucullia Schrank, 1802
- Shargacucullia Ronkay & Ronkay, 1992